# CW複体
位相幾何学において、CW複体（CWふくたい）とは、ホモトピー理論の要請を満たすためにJ. H. C. Whiteheadによって導入された位相空間の一種である。この空間は、単体複体よりも広義の概念であり、いくつかの優れた圏論的特性を備える一方、特に非常に小さい複体における計算で役立つ連結性を有する。

## 構成
CW複体は胞体 (cell)と呼ばれる基本要素で構成され、より厳密には、胞体がどのようにトポロジー的に張り合わせられるかを規定する。CW複体のCは「閉包有限性」(closure finite)を表し、Wは「弱位相」(weak topology)を表す。
{\displaystyle n} 次元の閉胞体とは、{\displaystyle n} 次元ユークリッド空間上の閉球体 {\displaystyle D^{n}} に同相な空間を指す。一例として、{\displaystyle n} 次元空間における単体 (三次元空間なら四面体)は閉胞体であり、より一般的に言えば、凸超多面体が閉胞体に対応する。一方で、{\displaystyle n} 次元の開胞体は、 {\displaystyle D^{n}} の内部に同相な空間を指す。なお、0次元の開（および閉）胞体は、一点空間と定める。
CW複体は、ハウスドルフ空間 {\displaystyle X} と、次の2つの性質を満たす開胞体への分割 {\displaystyle \{e_{\alpha }^{k}\}} を指す。
- 各開胞体 {\displaystyle e_{\alpha }^{n}} に対して、 {\displaystyle n} 次元の閉球体からの連続写像 {\displaystyle f:D^{n}\to X} が存在し、以下の2つの条件を満たす。
  - {\displaystyle f} の定義域を {\displaystyle D^{n}} の内部に制限した時、これは {\displaystyle e_{\alpha }^{n}} への同相写像である。
  - {\displaystyle D^{n}} の境界 {\displaystyle \partial D^{n}} は、 {\displaystyle \{e_{\alpha }^{k}\}} に含まれる有限個の胞体の合併へと写され、この有限個の胞体の次元がいずれも {\displaystyle n} 未満である (この条件が閉包有限性に対応する)。
- {\displaystyle X} の部分集合 {\displaystyle A} に対し、{\displaystyle X} に含まれる任意の胞体の閉包と {\displaystyle A} との交叉 {\displaystyle {\bar {e}}_{\alpha }^{n}\cap A} が {\displaystyle {\bar {e}}_{\alpha }^{n}} における閉集合となる場合、かつその場合に限り、 {\displaystyle A} が閉集合になる (この条件が弱い位相に対応する)。

### 正則CW複体
とあるn次元の閉球体からCW複体全体への連続写像について、その写像の値域をXの分割に含まれる各開胞体Cの閉包に限定すると、その写像fが同型写像となる場合、このCW複体を正則であるという。

### 相対CW複体
CW複体の定義ではXの分割に現れるXの部分集合は全て胞体でなければならず、すなわち、各部分集合はとあるn次元空間上の開球体と同相でなければならなかった。これに対して、相対CW複体では、Xの分割に現れる部分集合のうち1つだけは胞体の性質を保つ必要がなく、この胞体の性質を持たない部分集合を特に-1次元の胞体として取り扱う。

## 例
- 実数の標準CW構造 として、0スケルトンの整数{\displaystyle \mathbb {Z} } と1セルとして区間{\displaystyle \{[n,n+1]:n\in \mathbb {Z} \}} がある。同様に、{\displaystyle \mathbb {R} ^{n}} の標準CW構造として、{\displaystyle \mathbb {R} }の0セルと1セルの直積からなる立方体セルがある。これは、{\displaystyle \mathbb {R} ^{n}}の標準の立方格子 セル構造である。
- 多面体 はCW複体。
- グラフは1次元のCW複体。三価グラフは、一般的な 1次元CW複体と見なすことができる。具体的には、X が1次元のCW複体である場合、1セルの添字写像は2点空間からX への写像{\displaystyle f:\{0,1\}\to X} 、この写像はXを 0スケルトンから切り離す。{\displaystyle f(0)}そして{\displaystyle f(1)} Xの 0価は頂点。
- 無限次元ヒルベルト空間 はCW複体でない。これはベール空間であるため、n個の スケルトンの可算結合として記述できない。それぞれのスケルトンは空の内部を持つ閉集合。この議論は、他の多くの無限次元空間に及ぶ。
- 一般的な2次元CW複体の射影。[5]
- n次元球 は、2つのセル（1つの0セルと1つのnセル）を持つCW構造を受け入れる。
- n次元の実射影空間 は、各次元に1つのセルを持つCW構造を許可する。
- グラスマン多様体は、シューベルトセル と呼ばれるCW構造を認める。
- 微分可能多様体、代数および射影多様体 には、ホモトピー型のCW複体がある。
- カスプ双曲多様体の1点コンパクト化には、Epstein-Penner分解 と呼ばれる0セル（コンパクト化ポイント）が1つしかない正準CW分解がある。